# Wilhelm von Zychlinski
Wilhelm von Zychlinski (* 6. Januar 1789 in Dyck, Kreis Deutsch Krone; † 24. November 1860 in Meseritz) war königlich-preußischer Hauptmann, Gutsbesitzer und Landrat im Kreis Meseritz (1831–1851).

## Leben

### Herkunft
Wilhelm von Zychlinski entstammte dem alten großpolnischen Adelsgeschlecht von Zychlinski, das im Jahre 1329 in Żychlin erstmals urkundlich erwähnt wurde. Sein Vater war der Ritterschaftsrat Johann Carl von Zychlinski (1745–1829) auf Dyck in Westpreußen und seine Mutter Helena von Unruh (1760–1792), dessen erste Ehefrau. Der Vater heiratete später nochmal, Karoline von der Goltz-Zuecher (1770–1842).

### Werdegang
Zychlinski trat 1804 in die königlich-preußische Armee ein und nahm 1806 an der Schlacht von Jena und Auerstedt teil. In der Völkerschlacht bei Leipzig wurde er 1813 schwer verwundet. Anschließend diente er als Regiments-Adjutant in Posen und Breslau. 1818 nahm Zychlinski als Hauptmann seinen Abschied aus der Armee. Er war Mitglied des Provinziallandtages der Provinz Preußen.
Zychlinski war seit 1834 Ritter des Johanniterordens und Träger des Roten-Adler-Ordens 3. Klasse mit Schleife. Er war Mitglied der Meseritzer Freimaurerloge Louise zur Unsterblichkeit.

### Familie
Er war in erster Ehe mit Antoinette von Panwitz (1798–1820) verheiratet. Seine zweite Ehefrau wurde deren Schwester Hermine von Panwitz (1793–1859). Ein Sohn aus seiner zweiten Ehe war das Herrenhausmitglied Hermann von Zychlinski (1825–1886). Eduard von Zychlinski war sein Bruder.